# Haldorus eurytus
Haldorus eurytus är en insektsart som beskrevs av Rauno E. Linnavuori 1959. Haldorus eurytus ingår i släktet Haldorus och familjen dvärgstritar. Inga underarter finns listade i Catalogue of Life.